# Auriac-sur-Vendinelle
Auriac-sur-Vendinelle é uma comuna francesa na região administrativa da Occitânia, no departamento do Alto Garona. Estende-se por uma área de 30.71 km², com 1.048 habitantes, segundo o censo de 2018, com uma densidade de 34 hab/km².